# Arcos (Anadia)
Arcos is een plaats (freguesia) in de Portugese gemeente Anadia en telt 5 533 inwoners (2001).